# Lone Lau
Lone Lau Lauritzen (født 28. juni 1950) er en dansk skuespillerinde, der blev uddannet fra Statens Teaterskole i 1970. Herefter foretog hun studierejser til både London og New York. Hun har bl.a. optrådt på Scala, Falkonerteatret og Svalegangen. I tv har man set hende i serien Strandvaskeren. Hun har medvirket i ganske få film, nemlig Mig og min lillebror og storsmuglerne (1968), Mig og min lillebror og Bølle (1969), Præriens skrappe drenge (1970) og Mafiaen, det er osse mig (1974).
Hun er datter af film-ægteparraet Lisbeth Movin og Lau Lauritzen junior.